# Wadali
Wadali fou un estat tributari protegit, a l'agència de Kathiawar, prant de Gohelwar, presidència de Bombai. Estava format per un sol poble amb un únic propietari tributari, amb una superfície de 5 km² i una població el 1881 de 590 habitants. Els ingressos estimats eren de 200 lliures i un tribut de quasi 16 lliures es pagava al nawab de Junagarh i de 24 lliures al govern britànic.